# Rudolf Holzschuh
Friedrich Bernhard Rudolf Holzschuh (* 27. März 1865 in Merseburg; † 30. Mai 1943 in Weimar) war ein deutscher Landschaftsmaler.

## Leben
Rudolf Holzschuh, Sohn des Sattlers Johann Christoph Holzschuh und dessen Frau Johanne Friederike, geb. Zehl, wurde bereits im ersten Lebensjahr Vollwaise. Nach einer Lehre als Dekorationsmaler ging er als Geselle auf Wanderschaft, die ihn nach Hamburg und weiter nach England, Frankreich und Holland führte. Von 1891 bis 1899 studierte er an der Großherzoglich-Sächsischen Kunstschule in Weimar, anfangs bei Albert Brendel und dann als Meisterschüler bei Theodor Hagen. Hier waren etwa Peter Paul Draewing, Otto Fröhlich, Franz Goepfart und Arno Metzeroth seine Studienkollegen. Rudolf Holzschuh gehörte zu den Malern und Studenten, die in den Sommerferien Franz Bunke in dessen mecklenburgische Heimat begleiteten und hier als Malgäste der Schwaaner Künstlerkolonie Studien in der Umgebung der Stadt betrieben.
Holzschuh bevorzugte das Winterbild und wurde bekannt als „Schneemaler“ des Großherzogs von Weimar und erhielt als solcher 1892, 1895 und 1898 Ehrendiplome. Holzschuh wurde 1899 von Theodor Hagen diplomiert als „selbständiger freischaffender Künstler“. Neben seinem Wirken als Freischaffender war er einige Jahre auch als Kunstlehrer in Weimar tätig.
1893 stellte er erstmals seine Landschaften auf der Großen Berliner Kunstausstellung aus – die Bilder mit den Titeln Winterabend und Waldinneres. Weitere seiner Werke wurden außer in Berlin auch in Dresden (1899, 1904), Düsseldorf (1902), München (1907) und Prag (Kunstverein für Böhmen, 1904) gezeigt. Er malte in Thüringen, im Harz und an der See, die Themen seiner Bilder waren überwiegend lyrisch gestimmte Winter-Landschaften, Sonnenuntergänge, Waldstücke und Himmelsfärbungen. Er war Mitglied im Deutschen Künstlerbund.
Rudolf Holzschuh heiratete 1905 die Malerin Else, geb. Biewend (* 1877 Clausthal; † 1966 Goslar), eine Tochter des Eisenhüttenmanns und Hochschullehrers Robert Biewend und Cousin von Robert Koch und Hugo Koch. Der Ehe, die 1923 geschieden wurde, entstammten die Töchter Charlotte (* 1911) und Helene (* 1917).

## Werke
Von Holzschuh befanden sich über 200 große Gemälde im Besitz der Stadt Weimar im Donndorf-Museum, dem heutigen Museum für Ur- und Frühgeschichte Thüringens. Sie gingen am Ende des Zweiten Weltkriegs verloren.